# Nemesio Rivera Meza
Nemesio Rivera Meza Denegrí (* 11. August 1918 in San Jerónimo de Tunán, Provincia de Huancayo, Peru; † 9. Januar 2007) war Bischof von Huacho und Cajamarca in Peru.

## Leben

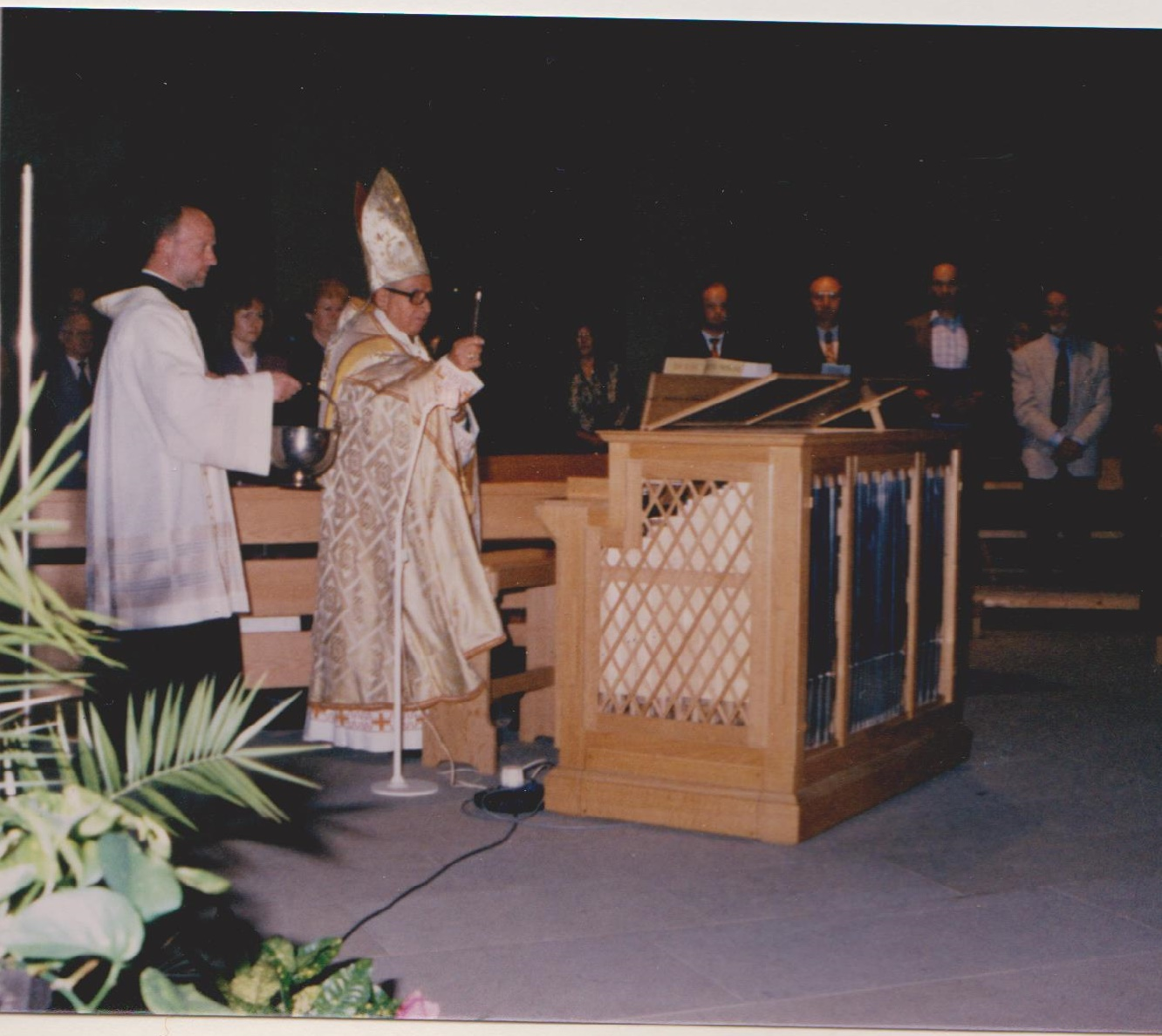
Bischof Nemesio Rivera Meza bei der Weihe.

Der Geistliche empfing 1946 die Priesterweihe. Am 15. Mai 1958 wurde er von Papst Pius XII. zum Bischof des Bistums Huacho ernannt; am 28. Januar 1960 wurde er zum sechsten Bischof des Bistums Cajamarca ernannt. 

Er trat 1961 unter dem Druck der Gläubigen zurück, die den versetzten Bischof Pablo Ramírez Taboada wieder eingesetzt sehen wollten. In den 1960er Jahren bis zu seiner Rückkehr nach Peru 1996 lebte er in der Pfarrgemeinde St. Martin im Bistum Speyer, jedoch ohne offizielle Mission. Am 8. Juli 1961 wurde Rivera Meza von Johannes XXIII. zum Titularbischof von Diospolis Superior ernannt.

Am 25. September 1994 weihte er die neue Truhenorgel in der ehemaligen Zisterzienserabteikirche Otterberg/Pfalz

2002 wurde er mit der „La Medalla de Oro de Santo Toribio de Mogrovejo“ geehrt.

## Auszeichnungen und Ehrungen
- Medalla de Oro de Santo Toribio de Mogrovejo (Peru, 2002)

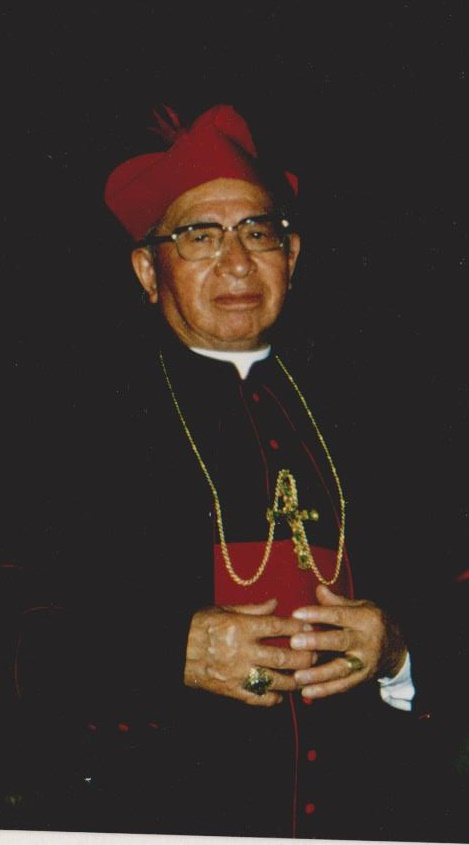